# Xavier Marchand (Schwimmer)
Xavier Marchand (* 4. August 1973 in Deauville) ist ein ehemaliger französischer Schwimmer. Er gewann bei Weltmeisterschaften eine Silbermedaille und bei Europameisterschaften je eine Silber- und Bronzemedaille.

## Sportliche Karriere
Marchand schwamm zunächst für RS Massy und dann für die Dauphins du TOEC aus Toulouse.
Im Juni 1993 fanden in Languedoc-Roussillon die Mittelmeerspiele statt. Über 200 Meter Lagen gewann Marchand die Silbermedaille hinter dem Italiener Luca Sacchi. Über 400 Meter Lagen siegte erneut Sacchi, dahinter wurde der Franzose David Joncourt Zweiter vor Xavier Marchand. Im August bei den Europameisterschaften in Sheffield wurde Marchand Siebter über 200 Meter Lagen. 1994 bei den Weltmeisterschaften in Rom schied Marchand über 400 Meter Lagen im Vorlauf aus. Über 200 Meter Lagen belegte er den sechsten Platz. Im Jahr darauf wurde Marchand bei den Europameisterschaften in Wien Fünfter über 200 Meter Lagen. Auch bei den Olympischen Spielen 1996 erreichte Marchand das Finale über 200 Meter Lagen und belegte den achten Platz.
Im April 1997 bei den Kurzbahnweltmeisterschaften in Göteborg schwamm Marchand auf den fünften Platz über 200 Meter Lagen und auf den siebten Platz über 400 Meter Lagen. Im Juni bei den Mittelmeerspielen in Bari siegte Marchand über 200 Meter Lagen mit fast einer Sekunde Vorsprung vor dem Italiener Massimiliano Rosolino. Über 400 Meter Lagen wurde Marchand Sechster. Im August war dann Sevilla Austragungsort der Europameisterschaften. Über 400 Meter Lagen wurde Marchand Vierter und hatte über eine Sekunde Rückstand auf die Medaillenränge. Über 200 Meter Lagen siegte der Niederländer Marcel Wouda mit 0,31 Sekunden Vorsprung vor Marchand, der seinerseits über eine Sekunde vor dem drittplatzierten Finnen Jani Sievinen anschlug.
Anfang 1998 bei den Weltmeisterschaften in Perth wurde Marchand über 400 Meter Lagen Dritter im B-Finale. Über 200 Meter Lagen schlug er 0,48 Sekunden nach Marcel Wouda an und gewann die Silbermedaille mit 0,23 Sekunden Vorsprung vor Ron Karnaugh aus den Vereinigten Staaten. 1999 wurde Marchand auf seiner Paradestrecke Siebter der Europameisterschaften in Istanbul. Im Frühsommer 2000 bei den Europameisterschaften in Helsinki siegte Rosolino über 200 Meter Lagen vor dem Deutschen Christian Keller, 0,04 Sekunden hinter Keller erkämpfte Marchand die Bronzemedaille. Bei den Olympischen Spielen 2000 in Sydney erreichte Marchand zum zweiten Mal das Olympiafinale über 200 Meter Lagen und belegte den siebten Platz. Marchand war auch noch bei den Europameisterschaften 2002 und 2004 dabei, schied aber über 200 Meter Lagen jeweils im Halbfinale aus.

## Familie
Xavier Marchand ist der Bruder von Christophe Marchand. Xavier ist mit Céline Bonnet verheiratet. Beider Sohn Léon Marchand war 2021 der vierte Schwimm-Olympiateilnehmer aus der Familie.